# Ruynes-en-Margeride
 Ruynes-en-Margeride  es una población y comuna francesa, situada en la región de Auvernia, departamento de Cantal, en el distrito de Saint-Flour. Es el chef-lieu del cantón de Ruynes-en-Margeride.

## Demografía
| 692 | 672 | 584 | 591 | 605 | 648 |
| Para los censos de 1962 a 1999 la población legal corresponde a la población sin duplicidades (Fuente: INSEE [Consultar]) |     |     |     |     |     |